# Padasugih
Padasugih is een bestuurslaag in het regentschap Brebes van de provincie Midden-Java, Indonesië. Padasugih telt 5874 inwoners (volkstelling 2010).